# Синхронне плавання на літніх Олімпійських іграх 2020 — дуети
Змагання з синхронного плавання на серед дуетів на Олімпіаді 2020 року проходили від 2 до 4 серпня у Токійському водному центрі.

## Розклад змагань
| Дата          | Стадія                         |
| ------------- | ------------------------------ |
| 2 серпня      | Попередня довільна програма    |
| 3 серпня 2016 | Попередня обов'язкова програма |
| 4 серпня 2016 | Фінальна довільна програма     |

## Результати

### Кваліфікація[1][2]
| Місце | Країна                           | Спортсменки                                           | Довільна програма | Обов'язкова програма | Загалом  |
| ----- | -------------------------------- | ----------------------------------------------------- | ----------------- | -------------------- | -------- |
| 1     | Олімпійський комітет Росії (ROC) | Світлана Колесніченко Світлана Ромашина               | 97,9000           | 97,1079              | 195,0079 |
| 2     | Китай (CHN)                      | Хуан Сюечень Сунь Веньянь                             | 96,2333           | 95,5499              | 191,7832 |
| 3     | Україна (UKR)                    | Марта Фєдіна Анастасія Савчук                         | 94,9333           | 93,8620              | 188,7953 |
| 4     | Японія (JPN)                     | Юкіко Інуї Мегуму Йошіда                              | 93,9333           | 93,3499              | 187,2832 |
| 5     | Канада (CAN)                     | Клаудія Голзнер Жаклін Сімоню                         | 91,2333           | 91,4798              | 182,7131 |
| 6     | Італія (ITA)                     | Лінда Черруті Костанца Ферро                          | 91,2000           | 91,1035              | 182,3035 |
| 7     | Австрія (AUT)                    | Анна-Марія Александріні Еіріні-Маріні Александріні    | 90,5000           | 90,3773              | 180,8773 |
| 8     | Франція (FRA)                    | Шарлотта Трембле Лаура Трембле                        | 88,5667           | 87,3474              | 175,9141 |
| 9     | Нідерланди (NED)                 | Бредж де Броувер Нортьє де Броувер                    | 88,1667           | 87,2612              | 175,4279 |
| 10    | Білорусь (BLR)                   | Василина Хандошка Дар'я Кулагіна                      | 88,0333           | 87,2101              | 175,2434 |
| 11    | Іспанія (ESP)                    | Аліса Ожогіна Ожогін Іріс Тіо Касас                   | 88,3000           | 86,6190              | 175,2281 |
| 12    | Мексика (MEX)                    | Нурія Діостадо Джоана Джемінес                        | 86,5333           | 86,6190              | 173,1523 |
| 13    | США (USA)                        | Аніта Альварес Лінді Шрьодер                          | 86,5333           | 86,1960              | 172,7293 |
| 14    | Велика Британія (GBR)            | Кейт Шторман Ізабелль Торп                            | 84,7333           | 85,1548              | 169,8881 |
| 15    | Ізраїль (ISR)                    | Еден Блехер Шеллі Бобріцкі                            | 84,6333           | 83,8580              | 168,4913 |
| 16    | Казахстан (KAZ)                  | Олександра Неміч Катерина Неміч                       | 84,6333           | 83,2338              | 167,1005 |
| 17    | Ліхтенштейн (LIE)                | Лара Мехніг Марлюс Шіершер                            | 83,0333           | 83,2489              | 166,2822 |
| 18    | Колумбія (COL)                   | Естефанія Альварес Підрахіта Моніка Аранго Естрада    | 81,9667           | 82,0526              | 164,0193 |
| 19    | Єгипет (EGY)                     | Лайла Алі Ганна Гікаль                                | 78,9000           | 77,8625              | 156,7625 |
| 20    | Австралія (AUS)                  | Емілі Роджерс Емі Томпсон                             | 76,3667           | 75,5343              | 151,9010 |
| 22    | ПАР (RSA)                        | Кларісса Джонстон Лаура Стругнелл                     | 72,1667           | 70,9099              | 143,0766 |
| 10    | Греція (GRE)                     | Марія Еллі Лела Алзігкузі Коміня Евангелія Папазоглоу | 88,1667           | DNS                  |          |

Фінал
| Місце | Країна                           | Спортсменки                                        | Обов'язкова програма | Довільна програма | Загалом  |
| ----- | -------------------------------- | -------------------------------------------------- | -------------------- | ----------------- | -------- |
| 1     | Олімпійський комітет Росії (ROC) | Світлана Колесніченко Світлана Ромашина            | 97,1079              | 98,8000           | 195,9079 |
| 2     | Китай (CHN)                      | Хуан Сюечень Сунь Веньянь                          | 95,5499              | 96,9000           | 192,4499 |
| 3     | Україна (UKR)                    | Марта Фєдіна Анастасія Савчук                      | 93,8620              | 95,6000           | 189,4620 |
| 4     | Японія (JPN)                     | Юкіко Інуї Мегуму Йошіда                           | 93,3499              | 94,4667           | 187,8166 |
| 5     | Канада (CAN)                     | Клаудія Голзнер Жаклін Сімоню                      | 91,4798              | 93,0000           | 184,4798 |
| 6     | Італія (ITA)                     | Лінда Черруті Костанца Ферро                       | 91,1035              | 92,4667           | 183,5702 |
| 7     | Австрія (AUT)                    | Анна-Марія Александріні Еіріні-Маріні Александріні | 90,3773              | 91,8000           | 182,1773 |
| 8     | Франція (FRA)                    | Шарлотта Трембле Лаура Трембле                     | 87,3474              | 89,6333           | 176,9807 |
| 9     | Нідерланди (NED)                 | Бредж де Броувер Нортьє де Броувер                 | 87,2612              | 88,9000           | 176,1612 |
| 10    | Іспанія (ESP)                    | Аліса Ожогіна Ожогін Іріс Тіо Касас                | 86,6190              | 88,6667           | 175,5948 |
| 11    | Білорусь (BLR)                   | Василина Хандошка Дар'я Кулагіна                   | 87,2101              | 87,8000           | 175,0101 |
| 12    | Мексика (MEX)                    | Нурія Діостадо Джоана Джемінес                     | 86,6190              | 86,5667           | 173,1857 |

Синхронне плавання на літніх Олімпійських іграх 2020
1. ↑  Artistic Swimming - Free Routine Preliminary Results. .. (амер.). Процитовано 2 серпня 2021.{{cite web}}:  Обслуговування CS1: Сторінки з параметром url-status, але без параметра archive-url (посилання)
2. ↑  Artistic Swimming - Technical Routine Results. .. (амер.). Процитовано 3 серпня 2021.{{cite web}}:  Обслуговування CS1: Сторінки з параметром url-status, але без параметра archive-url (посилання)
3. ↑  Архівована копія. Архів оригіналу за 4 серпня 2021. Процитовано 4 серпня 2021.{{cite web}}:  Обслуговування CS1: Сторінки з текстом «archived copy» як значення параметру title (посилання)